# 卢克·莫拉汉
卢克·莫拉汉（英語：Luke Morahan，1990年4月13日—），澳大利亚男子橄榄球运动员。他曾代表澳大利亚七人制国家队参加2010年英联邦运动会七人制橄榄球比赛，获得一枚银牌。